# Trận Bolimów
Lỗi Lua: bad argument #1 to 'lc' (string expected, got number).
Trận Bolimów là trận đánh diễn ra vào ngày 31 tháng 1 1915 giữa đế quốc Nga và đế quốc Đức trong chiến tranh thế giới thứ nhất. Trận đánh này cũng mở đầu cho 1 trận đánh khác lớn hơn diễn ra sau đó, trận hồ Masurian lần thứ hai.
Sau khi kết thúc năm đầu tiên của chiến tranh thế giới thứ nhất, đế quốc Đức lâm vào tình trạng phải đánh nhau trên 2 mặt trận Đông và Tây Âu. Kế hoạch của Đức trong năm 1915 là dồn lực lượng sang mặt trận Đông Âu để loại đế quốc Nga ra khỏi cuộc chiến. Khi quân đội Đức tiến vào Ba Lan vào tháng 1 năm 1915 thì quân Nga đã tổ chức phòng thủ và quân 2 bên đã chạm trán nhau 1 trận lớn tại nơi nối liền 2 thành phố Łódź và Warszawa, Bolimów.
Trận Bolimov bắt đầu khi tập đoàn quân số 9 của Đức do tướng August von Mackensen chỉ huy tấn công tập đoàn quân số 2 của Nga dưới sự chỉ huy của tướng Smirnov với mục tiêu chiếm tuyến tàu hoả nối liền 2 thành phố lớn của Ba Lan là Łódź và Warsaw vào ngày 31 tháng 1 năm 1915.
Trận Bolimov cũng là lần đầu tiên quân Đức sử dụng vũ khí hoá học ở mặt trận phía Đông, chất xylil bromide,một loại hơi độc nhưng hiệu quả không như quân Đức mong muốn vì thời tiết quá lạnh khiến khí độc bị đóng băng lại và không có tác dụng gì. Sự thất bại của các cuộc tấn công bằng vũ khí hoá học khiến quân Đức phải rút lui và lợi dụng thời cơ, 11 sư đoàn quân Nga dưới sự chỉ huy của tướng Vasily Gurko đã tổ chức phản công quân Đức nhưng pháo binh Đức với hoả lực mạnh đã khiến 40 000 lính Nga thương vong và đẩy lùi các đợt phản công của quân Nga.